# 阿韋爾斯

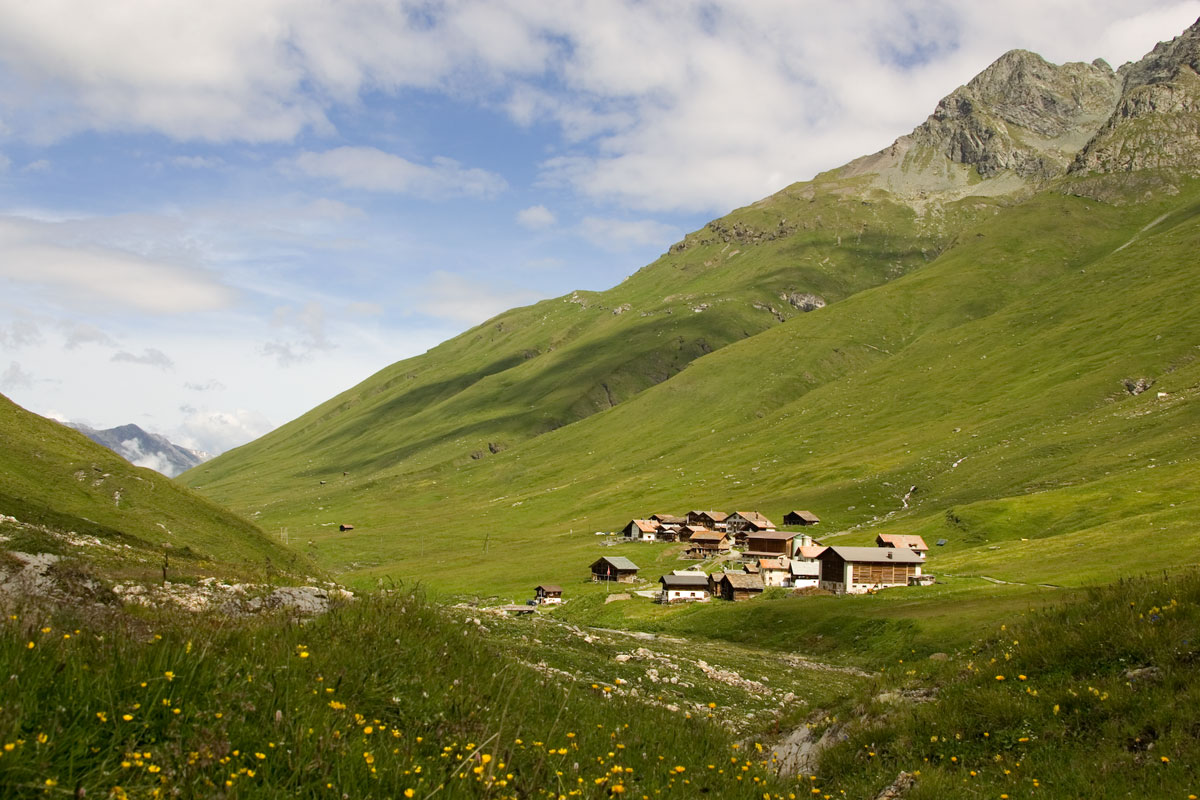

阿韋爾斯是瑞士的城鎮，位於該國東部，由格勞賓登州負責管轄，面積93.13平方公里，海拔高度1,960米，2011年人口171，人口密度每平方公里2人。